# Sympetrum baccha
Sympetrum baccha is een libellensoort uit de familie van de korenbouten (Libellulidae), onderorde echte libellen (Anisoptera).
De wetenschappelijke naam Sympetrum baccha is voor het eerst geldig gepubliceerd in 1884 door Selys.